# الجربة (جازان)
قرية الجربة، أحد قرى منطقة جازان وهي قرية سكنية تابعة لبلدية محافظة أبو عريش جنوب غرب المملكة العربية السعودية،تبعد 6 كم جنوب شرق مدينة أبو عريش على تقاطع خط الطول 42.30 مع خط العرض 16.30؛ شرقاً.

## انظر ايضاً
- أبو عريش

## وصلات خارجية
- بلدية محافظة أبو عريش
- حصر الخدمات بالمدن والقرى بمنطقة جازان
- دليل الخدمات بمنطقة جازان